# Гюєшево
Гю́єшево (болг. Гюешево) — село в Кюстендильській області Болгарії. Входить до складу общини Кюстендил.

## Населення
За даними перепису населення 2011 року у селі проживали 224 особи, з них 222 особи (99,6%) — болгари.
Розподіл населення за віком у 2011 році:
Динаміка населення: